# نیوربا
شهر نیوربا (به روسی: Нюрба) در کشور روسیه و در جمهوری یاقوتستان واقع شده‌است.